# Bora
Bora je  žensko osebno ime.

## Izvor imena
Ime Bora je različica moškega osebnega imena Bor.

## Pogostost imena
Po podatkih Statističnega urada Republike Slovenije je bilo na dan 31. decembra 2007 v Sloveniji število ženskih oseb z imenom Bora: 18.

## Osebni praznik
Osebe z imenom Bora lahko godujejo takrat kot osebe z imenom Bor oziroma Boris.